# Prawo administracyjne
Prawo administracyjne – gałąź prawa obejmująca zespół norm generalnie-abstrakcyjnych o charakterze materialnym, mocy powszechnie obowiązującej w znaczeniu podmiotowym, regulujących sytuację prawną podmiotów niepodporządkowanych organom administracji publicznej. Normy te oddziałują zarówno bezpośrednio, poprzez ustanawianie w nich obowiązków i uprawnień, których realizacja podlega kontroli organów administracji publicznej, jak i pośrednio, przez stosowanie norm w drodze decyzji administracyjnej organu.
Jedną z charakterystycznych cech norm prawa administracyjnego jest możliwość zastosowania przymusu państwowego w celu jego wykonania.

## Geneza prawa
Początki prawa administracyjnego sięgają końca XVIII w. i wiążą się z jednej strony z rewolucją francuską (1789–1799), która poddanych uczyniła obywatelami, zaś z drugiej strony z rozwojem prawa publicznego w państwach absolutyzmu oświeconego. Państwa te, stojąc na gruncie policystyki, drobiazgowo regulowały życie społeczne. Zakreślały tym samym (nadmiernie) zakres oddziaływania prawa administracyjnego.
W okresie państwa liberalnego przepisy prawa administracyjnego wyznaczały przede wszystkim ramy działania administracji publicznej. Zakres oddziaływania prawa administracyjnego zwiększał się w tych krajach w miarę rozszerzania się państwowego interwencjonizmu.

## Źródła prawa
W państwach systemu prawa kontynentalnego zbiór źródeł prawa administracyjnego różni się od zbiorów źródeł innych gałęzi prawa. Prawo administracyjne regulują wyjątkowo liczne i zróżnicowane akty pochodzące od samej administracji, takie jak statuty czy regulaminy. Ponadto stosunkowo istotne są akty prawa miejscowego, które na gruncie innych gałęzi pełnią mniejszą rolę, albo nawet nie zaliczają się do źródeł prawa.
Dodatkowo istnieją swoiste źródła prawa administracyjnego, takie jak akty planowania i normy techniczne. Pierwsza grupa to m.in. akty dotyczące budżetu, planowania przestrzennego czy rozwoju strategicznego. Do drugiej grupy należą normy, które właściwie nie są normami prawnymi, ale ze względu na międzynarodową współpracę gospodarczą nadano im moc wiążącą.

## Prawo administracyjne w Polsce
Prawo administracyjne w Polsce obejmuje:
- prawo administracyjne ustrojowe, które normuje strukturę oraz zasady funkcjonowania administracji publicznej,
- prawo administracyjne materialne, które reguluje prawa i obowiązki organów administracji publicznej i obywateli,
- prawo administracyjne procesowe, które określa postępowanie administracyjne.

Dodatkowo wyróżnia się prawo urzędnicze, dotyczące statusu urzędników (funkcjonariuszy publicznych).
Wiele ustaw regulujących kwestie administracyjnoprawne reguluje także kwestie cywilnoprawne lub kwestie związane z prawem karnym, choć niekoniecznie się do niego kwalifikujące (np. kwestie odpowiedzialności dyscyplinarnej). Ponadto prawo administracyjne można podzielić na tzw. kompleksowe gałęzie prawa, wśród których wyróżnia się m.in. prawo łowieckie, prawo morskie, prawo lotnicze, prawo oświatowe, prawo budowlane czy prawo nieruchomości.
Niektórzy polscy badacze prawa administracyjnego:
- w XIX wieku: Franciszek Kasparek, Józef Bohdan Oczapowski, Antoni Okolski;
- w XX wieku: Tadeusz Bigo, Jan Boć, Wacław Dawidowicz, Emanuel Iserzon, Zbigniew Janowicz, Maurycy Jaroszyński, Władysław Leopold Jaworski, Stanisław Wincenty Kasznica, Michał Kulesza, Kazimierz Władysław Kumaniecki, Jerzy Stefan Langrod, Zbigniew Leoński, Franciszek Longchamps de Bérier, Zygmunt Rybicki, Jerzy Starościak, Józef Filipek, Jan Zimmermann, Marian Zimmermann, Jan Kanty Szreniawski, Eugeniusz Ochendowski.